# Тайлер Перрі
Тайлер Перрі (англ. Tyler Perry; нар. 14 вересня 1969) — американський актор, режисер, драматург, підприємець, сценарист, продюсер і письменник. У 2011 році журнал «Forbes» назвав його найбагатшим чоловіком у сфері масових розваг, з доходом в розмірі 130 мільйонів доларів в період з травня 2010 року по травень 2011 року.

## Біографія
З 2006 року — засновник і власник власної кіностудії «Tyler Perry Studios», на якій випускає свої фільми і телевізійні серіали.
У 2014 році його партнерка, модель Геліла Бекеле, народила сина Амана.
У 2020 році прихистив принца Гарі та Меган Маркл, коли вони переїхали із Канади до США. Він дозволив безкоштовно жити в своєму будинку в Лос-Анджелесі і надав власну охорону.

## Фільмографія
| Рік       |   | Українська назва                  | Оригінальна назва                                | Роль                                                   |
| --------- | - | --------------------------------- | ------------------------------------------------ | ------------------------------------------------------ |
| 2005      | ф | Щоденник божевільної чорної жінки | Diary of a Mad Black Woman                       | Медея/Брайан/Джо, а також продюсер, сценарист          |
| 2006      | ф | Возз'єднання родини Медеї         | Madea's Family Reunion                           | Медея/Брайан/Джо, а також продюсер, сценарист          |
| 2006—2012 | с | Дім сімейства Пейн                | House of Payne                                   | Медея, а також режисер, продюсер, сценарист            |
| 2007      | ф | Батькова дочка                    | Daddy's Little Girls                             | режисер, продюсер, сценарист                           |
| 2007      | ф | Навіщо ми одружуємося?            | Why Did I Get Married?                           | Террі Боб, а також режисер, продюсер, сценарист        |
| 2008      | ф | Знайомство із Браунами            | Meet the Browns                                  | Медея/Джо, а також режисер, продюсер, сценарист        |
| 2008—2011 | с | Знайомство із Браунами            | Meet the Browns                                  | режисер, продюсер, сценарист                           |
| 2008      | ф | Сім'я мисливців                   | The Family That Preys                            | Бен, а також режисер, продюсер, сценарист              |
| 2009      | ф | Медея у в'язниці                  | Madea Goes to Jail                               | Медея/Брайан/Джо, а також режисер, продюсер, сценарист |
| 2009      | ф | Зоряний шлях                      | Star Trek                                        | адмірал Річард Барнетт                                 |
| 2009      | ф | Мої власні помилки                | I Can Do Bad All By Myself                       | Медея/Джо, а також режисер, продюсер, сценарист        |
| 2009      | ф | Скарб                             | Precious                                         | продюсер                                               |
| 2010      | ф | Навіщо ми знову одружуємося?      | Why Did I Get Married Too?                       | Террі Боб, а також режисер, продюсер, сценарист        |
| 2010      | ф | Пісні про кохання                 | For Colored Girls                                | режисер, продюсер, сценарист                           |
| 2011      | ф | Велика щаслива сім'я Медеї        | Madea's Big Happy Family                         | Медея/Джо, а також режисер, продюсер, сценарист        |
| 2011—-    | с | Добре це чи погано                | For Better or Worse                              | режисер, продюсер, сценарист                           |
| 2012      | ф | Хороші вчинки                     | Good Deeds                                       | Веслі Дідс, а також режисер, продюсер, сценарист       |
| 2012      | ф | Програма захисту свідків Медеї    | Madea's Witness Protection                       | Медея/Брайан/Джо, а також режисер, продюсер, сценарист |
| 2012      | ф | Я, Алекс Кросс                    | Alex Cross                                       | Алекс Кросс                                            |
| 2013      | ф | Сімейний консультант              | Temptation: Confessions of a Marriage Counselor  | режисер, продюсер, сценарист                           |
| 2013      | ф | Ми — сім'я Піплз                  | Peeples                                          | продюсер                                               |
| 2013—-    | с | Заможні і незаможні               | The Haves and the Have Nots                      | режисер, продюсер, сценарист                           |
| 2013—-    | с | Люби ближнього твого              | Love Thy Neighbor                                | Медея, а также режисер, продюсер, сценарист            |
| 2013      | ф | Різдво Медеї                      | A Madea Christmas                                | Медея/Джо, а також режисер, продюсер, сценарист        |
| 2014      | ф | Клуб одиноких мам                 | Single Moms Club                                 | а також режисер, продюсер, сценарист                   |
| 2014      | ф | Загублена                         | Gone Girl                                        | Таннер Болт                                            |
| 2016      | ф | Черепашки-ніндзя 2                | Teenage Mutant Ninja Turtles: Out of the Shadows | Бакстер Стокман                                        |
| 2016      | ф | Розум у вогні                     | Brain on Fire                                    | Річард                                                 |
| 2016      | ф |                                   | Boo! A Madea Halloween                           | Медея/Брайан/Джо                                       |
| 2017      | ф |                                   | Boo 2! A Madea Halloween                         | Медея/Брайан/Джо                                       |
| 2018      | ф | Влада                             | Vice                                             | Колін Пауелл                                           |
| 2018      | ф | Дратівливість                     | Acrimony                                         |                                                        |
| 2018      | ф |                                   | Nobody's Fool                                    |                                                        |
| 2019      | ф |                                   | Tyler Perry's A Madea Family Funeral             | Медея/Брайан/Джо/Heathrow                              |
| 2021      | ф | Не дивися вгору                   | Don’t Look Up                                    | Джек Бреммер                                           |
| 2021      | ф | Ті, хто бажають моєї смерті       | Those Who Wish Me Dead                           | офіцер Філіп                                           |
| 2024      | ф | Батальйон 6888                    | The Six Triple Eight                             | режисер, сценарист, продюсер                           |